# Валерия Медиоланская
Святая Вале́рия Медиола́нская — раннехристианская мученица I—II веков. Святая Католической церкви, день памяти — 28 апреля.
Сведения о Валерии носят противоречивый характер, самые ранние упоминания о ней относятся к IV веку. Традиционно её считают женой мученика Виталия и матерью мучеников Гервасия и Протасия, но существует также версия о ней как о деве-мученице. Предполагается, что она происходила из знатной семьи, приняла крещение в юности. Валерия была одной из христианок, посвятивших себя погребению мучеников. За это она была арестована, объявила себя христианкой и после пыток обезглавлена в римском Колизее. Её останки были погребены христианами в Катакомбах святого Себастьяна.
Другая версия жития утверждает, что вскоре после казни её мужа Виталия в Равенне Валерия отказалась принести жертву идолам и была жестоко избита близ Медиолана, где вскоре скончалась.
Мощи святой пребывают в Британском музее и в Тибодо, Луизиана.